# ノルベール・グヌット
ノルベール・グヌット（Norbert Goeneutte、1854年7月23日 - 1894年10月9日）は、フランスの画家、版画家、挿絵画家である。印象派の影響を受けて、パリの街や人々を描いた。多くの雑誌にも挿絵を描いた。

## 略歴
パリで生まれた。リセ・コンドルセで学んだ後、父親の意向で公証人の事務所で働くが、父親が亡くなった後、母親を説得して美術の道に進んだ。
1871年からパリのエコール・デ・ボザールで、イジドール・ピルスに学んだが、1875年にピルスが亡くなった後、学生に人気のないアンリ・レーマンが後任になり、モンマルトルのボヘミアンたちの街で過ごすようになった。印象派の画家たちが集まっていたカフェ・ド・ラ・ヌーヴェル・アテーヌの常連となり、モンマルトルの画家たちと親しくなった。それらの画家の中には、エドガー・ドガ、クロード・モネ、カミーユ・ピサロやピエール＝オーギュスト・ルノワールがいて、ルノワールの作品のモデルに何度かなった。これらの印象派の画家の影響を強く受けていたが、印象派の画家たちのグループ展に出展することはなく官立展のサロン・ド・パリで作品を発表するのを好んだ。1876年に、パリの街角を描いた作品を出展した後、毎年サロンに参加した。
版画家としても知られるマルスラン・デブータンからも影響を受け、木版画や銅版画にも熱心に取り組んだ。兄の援助で、1880年にロンドン、1890年にヴェネツィアを訪れフランス国内各地も旅し、多くの風景画も描いた. 。1889年にフランス画家・版画家協会(Société des peintres-graveurs français)の創立メンバーとなったが2年後、協会がデンマーク生まれの画家、カミーユ・ピサロの入会を拒否したことから協会と対立した。
1891年に、医師でアマチュア画家のポール・ガシェの診断を受けて、心臓の悪いことがわかり、ガシェの住むオーヴェル＝シュル＝オワーズに移った。オーヴェル＝シュル＝オワーズでも挿絵などを描いたが、1894年に病死した。

## 作品
- 『バルコニーの女』
- 『雪のクリシー広場』
- The First Tear
- 『ルアーブルの桟橋』
- 『浜辺で遊ぶ子供』
- 『ヨーロッパ橋、サン・ラザール駅と足場』
- 『クリシー広場』
- 『ベレー帽をかぶったアンナ・グヌット』